# Gäddsjön (Norrbo socken, Hälsingland)
Gäddsjön är en sjö i Hudiksvalls kommun i Hälsingland och ingår i Harmångersån-Delångersåns kustområde. Sjön har en area på 0,0895 kvadratkilometer och ligger 256,2 meter över havet.

## Delavrinningsområde
Gäddsjön ingår i det delavrinningsområde (686276-155734) som SMHI kallar för Mynnar i Sunnån. Medelhöjden är 277 meter över havet och ytan är 1,21 kvadratkilometer. Det finns inga avrinningsområden uppströms utan avrinningsområdet är högsta punkten. Vattendraget som avvattnar avrinningsområdet har biflödesordning 2, vilket innebär att vattnet flödar genom totalt 2 vattendrag innan det når havet efter 32 kilometer. Avrinningsområdet består mestadels av skog (91 procent). Avrinningsområdet har 0,09 kvadratkilometer vattenytor vilket ger det en sjöprocent på 7,6 procent.